# HMS C26
HMS C26 – brytyjski okręt podwodny typu C. Zbudowany w latach 1908–1909 w Zakładach Vickers w Barrow-in-Furness. Okręt został wodowany 20 marca 1909 roku i rozpoczął służbę w Royal Navy.
W 1914 roku C26 stacjonował w Leith przydzielony do Siódmej Flotylli Okrętów Podwodnych (7th Submarine Flotilla) pod dowództwem Colina Cantliea. Po włączeniu się Wielkiej Brytanii do I wojny światowej, jednostka patrolowała akweny Morza Bałtyckiego. Po podpisaniu układu pokojowego pomiędzy Rosją a Cesarstwem Niemieckim, w czasie wojny domowej w Finlandii, siły niemieckie - Ostsee-Division wylądowały w Hanko i w błyskawicznym tempie dotarły do Helsinek. Aby nie oddać okrętu w ręce wroga załoga zatopiła C26 około 1,5 kilometra od latarni morskiej Grohara, u wejścia do portu w Helsinkach.
W sierpniu 1953 roku wrak okrętu został wydobyty i zezłomowany w Finlandii.